# ミケーレ・カラスコサ
ミケーレ・カラスコサ(イタリア語: Michele Carrascosa、1774年4月11日 - 1853年5月10日)は、イタリアのイタリア統一運動時代の軍人、政治家、愛国者である。イタリア統一運動の初期にあたるナポリ革命で活躍した。ミケーレ・カッラスコサとも。

## 生涯

### ボナパルト体制下の闘争
ミケーレ・カラスコサは1774年4月11日、シチリア王国のパレルモに生まれた。カラスコサ家はスペイン系であり、1734年にナポリを経由してシチリア島に移り住んだ一家である。また代々軍人や政治家を輩出する家系で、弟のラファエレ・カラスコサも政治家としてイタリア統一運動で名前を残している。
軍隊に入隊後は騎兵中尉となって、1796年にはオーストリア帝国側に立ちロディの戦いに参戦、負傷している。これ以降はフランスや革命勢力に与するようになり、パルテノペア共和国に参加して騎兵少佐の地位を得た。しかしパルテノペア共和国は崩壊しブルボン家が復古すると、カラスコサは裏切りの罪で逮捕され数年間投獄された後、復活したナポリ王国から追放された。
1806年にはナポリ王国に舞い戻り、ナポレオン・ボナパルトに与して第一連隊の大隊長を務めた。1808年には自身のルーツであるスペインの半島戦争に参戦して一時捕虜となるが、ドメニコ・ピノによって救出される。1813年1月ジョアシャン・ミュラの治世下では男爵に叙任され、1815年にはオーストリア＝ナポリ戦争にも参戦した。その戦争ではカラスコサは一時軍の最高司令官となってモデナ、レッジョ・エミリア、カルピの占領に成功するなど武勲を上げたが、ピエトロ・コレッタを通じてナポリ王国のオーストリア帝国に対する降伏条約「カザランカ条約」に署名、戦争終結に貢献した。その後ウィーン体制が成立すると降伏条約締結の功績が認められナポリに留まる事ができ地位も維持、革命闘争とは一時的に距離を置いた。

### ウィーン体制下の闘争
1820年にはナポリ革命によりミケーレ・モレッリやジュゼッペ・シルヴァティを中心とするナポリ革命政府が樹立された。革命政府ではカラスコサは戦争大臣に任命されて軍隊のトップとして活躍した。
しかしナポリ革命政府はリュブリャナで開催されていたライバッハ会議で、立憲を約束していたはずのフェルディナンド1世に裏切られてしまいオーストリア帝国との戦争を余儀なくされる。そしてイタリア統一運動最初の大規模戦闘となるリエーティ・アントロドーコの戦いでカラスコサはグリエルモ・ペペとともに4万人の志願兵や両シチリア王国軍を率いてオーストリア帝国軍に対抗したが、劣勢に立たされたことで自らは戦闘に直接参加していないにも拘らず比較的早期に降伏、これが戦闘終結に結び付いた。自らは武勲を上げているにも拘らず降伏条約であるカザランカ条約に署名し戦争を終結させたことに続いて、リエーティ・アントロドーコの戦いでも敗北がまだ確定的ではない段階で降伏し戦闘を早期に終わらせたことから、降伏と終結の将軍として知られた。その後ナポリ革命政府は崩壊し、ナポリ革命は終焉を迎えた。
ナポリ革命後、カラスコサはマルタ、次いでイギリスに亡命した。1823年には立憲主義者と戦わなかった罪、ナポリ革命に加担した罪で欠席裁判で死刑判決を受けた。また革命の同胞であるグリエルモ・ペペからはリエーティ・アントロドーコの戦いの戦いで早々に降伏した事を恨まれており、両者の不仲は1823年に決闘にまで発展している。その後はナポリ革命の回顧録を出版し、フェルディナンド2世により恩赦が出された後は1848年にナポリに帰国。1848年革命に参加した。
1853年5月10日、ナポリで死去。